# レーダーの歴史

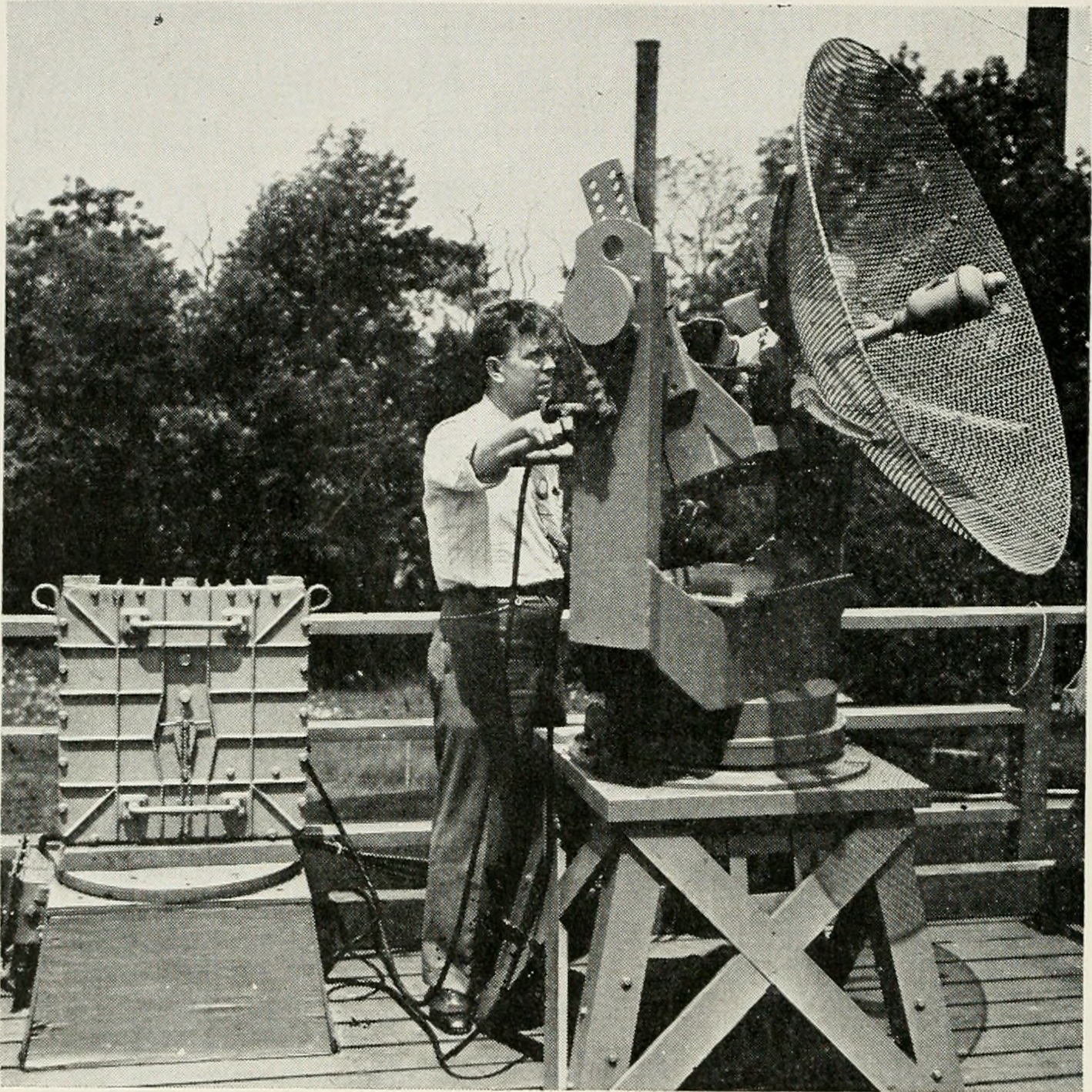
Bell telephone magazine掲載の写真

Bell telephone magazine掲載の写真

本項では、レーダーの歴史について述べる。

## 前史
1887年、ドイツの物理学者であるハインリヒ・ヘルツが電磁波の人工的な発生と検出に関する実験を行った。電磁波の存在はイギリスの物理学者であるジェームズ・クラーク・マクスウェルによって理論的に予言されていたが、ヘルツの実験によってはじめて立証された。
1904年、ドイツの発明家クリスティアン・ヒュルスマイヤーはドイツとオランダで電磁波の反射で船を検出して衝突を避ける実演を行った。ヒュルスマイヤーの装置は火花送信機とコヒーラー受信機、ダイポールアンテナを使う、霧の中でも5km先の船舶を探知できる装置で、ドイツと英国において1904年に"Telemobiloscope"（テレモビロスコープ）という名称で特許を取得した(ドイツの特許番号 : Reichspatent Nr. 165546)。 このテレモビロスコープは距離を測定できたわけではなかったが、レーダーの前段階あるいは初期段階のものと評価されることもある装置である。なおこれは晴天なら目視できる程度の距離でしか使えない装置だったので、海軍にも採用されず、生産されないまま忘れられていった。ただしヒュルスマイヤーは後に、これとは別に電波測距儀の特許を取得している。
無線電信の開発で知られノーベル賞も受賞していたイタリアのグリエルモ・マルコーニは、渡米していた折、1922年6月20日にニューヨークで開かれたアメリカ電気学会(AIEE)と無線学会(IRE)が共催する講演会において1160名の聴衆を前にして短波のビーム式通信について発表する講演を行ったが、その講演の終わりに、電波の反射を使うこと、つまりその後に「レーダー」と呼ばれることになる電波の利用法について次のように語った。

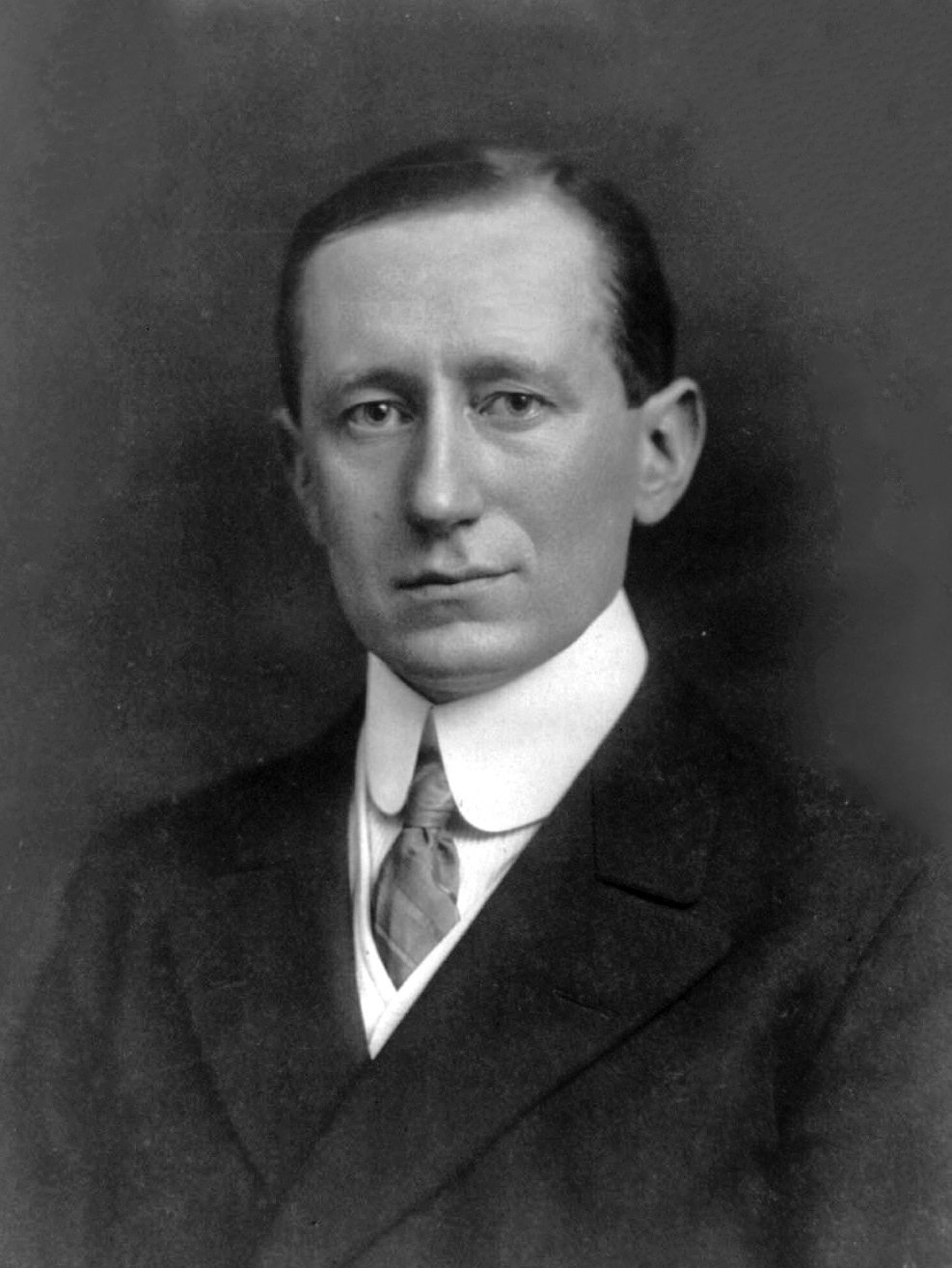
グリエルモ・マルコーニ

その後、1930年頃から米国と英国で電離層の観測に電波が利用されるようになっていた。

## ドイツでの歴史
ドイツでは1933年から、海軍の通信手段試験場（NVA）にてルドルフ・キューンホルト博士の研究班が実用的なレーダーの開発に着手した。1934年にはドイツ電気音響機械装置会社（GEMA）の技術者、テオドール・シュルテスとともに試作品の実験が行われ、12kmの距離から目標となった艦を探知している。またこの時、試験場から700m離れた位置を飛行していた航空機、W 34の探知にも成功した。
1930年代、テレフンケン社はドイツのレーダー分野で最大のシェアを持っていた。一方、ジーメンス・ウント・ハルスケ社はヤークトシュロスPPI レーダーやFuG 227 フレンズブルク・レーダーを開発。
ドイツではレーダーおよびレーダー関連装置としては次のような装置が開発された。
- 無線測定デバイス（FUMG）-- トランスミッターとレシーバーで動作するアクティブなレーダー。
- 受動的な防御レーダー  -- 航空機と船舶の敵対的なアクティブレーダーについてのみ警告するのに役立つ装置。
  - FuMB 1 （:de:Naxos）
  - FuMB 4 （:de:Samos）
- 独自のアクティブレーダーを使用して敵の航空機に接近するための攻撃用レーダー
  - FuG 227 フレンズブルク（ドイツ語版）
- 敵のレーダーシステム（端的に言うとイギリス軍のチェインホーム・レーダー（英語版））を撹乱する装置
  - Klein Heidelberg

## イギリスでの歴史

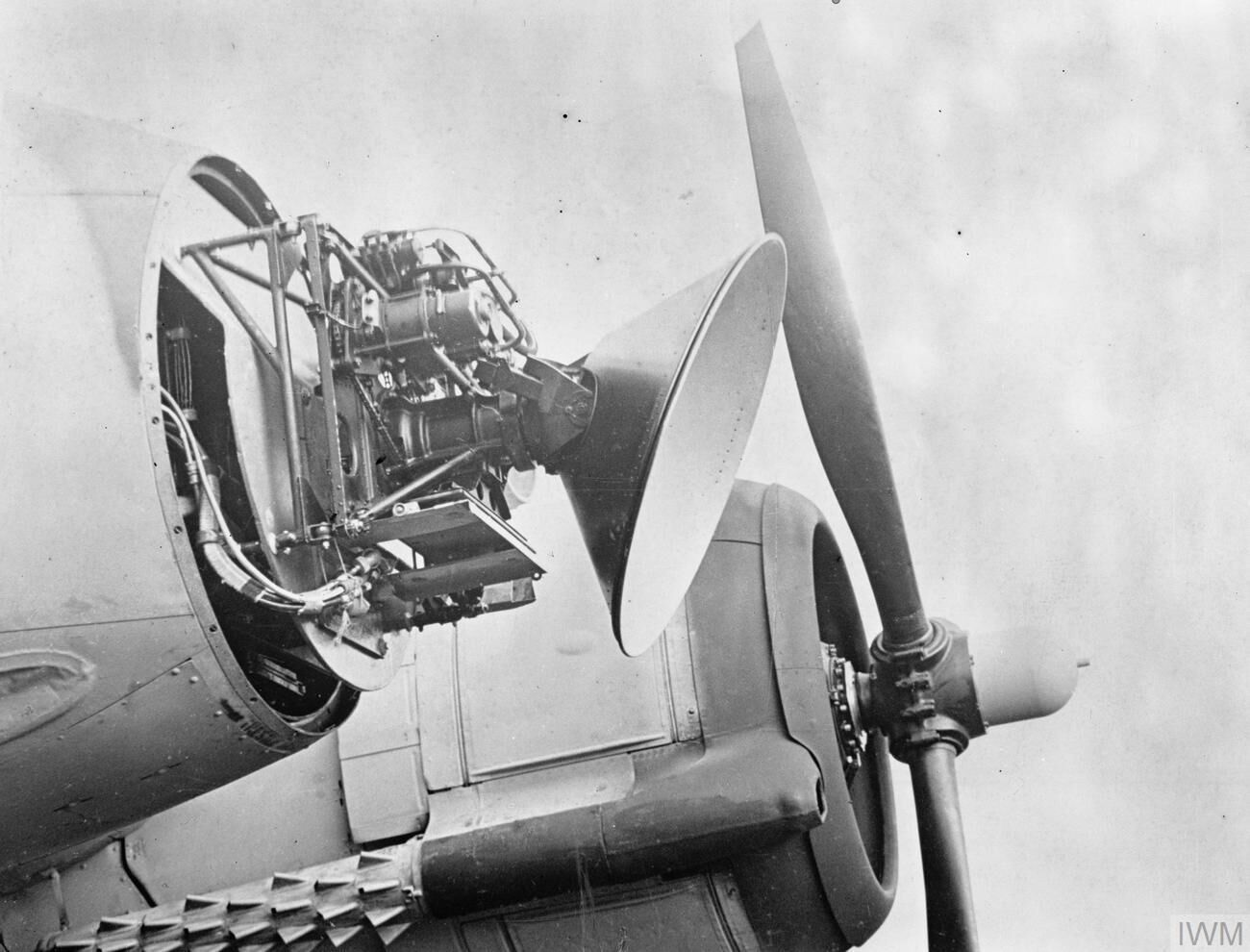
イギリス空軍の航空機に搭載されたレーダー（1939年-1945年）

イギリスは電波で行う電離層の観測を1930年頃から行っており、その観測が航空機の通過で妨害される現象を逆に使用して、航空機を発見するためのラジオ・ロケーターと呼ばれるレーダーの開発が始められた。イギリスはこの電磁波を兵器（殺人光線）に利用できないかロバート・ワトソン＝ワットに打診したところ、殺人光線としては利用できないが航空機の早期発見には役立てることができるだろうとの見通しを得た。英国が最初に航空機の探知に成功したのは1935年のことである。
同時期にイギリスでも、航空省による援助のもとロバート・ワトソン＝ワットらにより開発が進められ実用化され、1940年にイギリスはマグネトロン、翌1941年にはこれを用いたマイクロ波レーダーの開発に成功、ドイツ空軍の空襲に対する迎撃戦闘で大々的に使用し、ドイツのイギリス侵攻の阻止に大いに役立った。1942年には世界初の平面座標指示画面(PPIスコープ)を採用したH2S_(レーダー)の開発にも成功する。
ドイツ空軍の空襲に対してイギリス空軍はチェーン・ホーム・レーダーを使った早期警戒網の整備により有効に対処することができ、1940年夏のバトル・オブ・ブリテンは戦局の分水嶺となった。また、イギリス空軍は、ドイツ空軍による夜間爆撃に対抗するため、機上レーダーを搭載した夜間戦闘機を1941年に世界に先駆けて実用化し、ドイツ空軍の夜間爆撃を封殺した。海上戦闘でも、サボ島沖海戦やビラ・スタンモーア夜戦で、アメリカ海軍がイギリスからの技術供与で実用化したマイクロ波レーダーを活用して日本海軍を相手に勝利をおさめた。補給路を脅かす潜水艦に対してもレーダーは有効に働き、連合軍の海上輸送路の防衛に大きな役割を果たした。こうして、レーダーは戦術、戦略上でも重要な兵器であることを実証した。
ドイツ本土空襲においては、イギリス空軍が夜間爆撃機の航法のためにマッピング・レーダーを搭載した。一方でドイツ空軍は夜間爆撃機に対して、夜間戦闘機にリヒテンシュタイン・レーダーなどを搭載して対抗したが、イギリス空軍も夜間戦闘機を護衛につけるなど対抗策を取ったため、イギリス空軍の夜間爆撃機が大打撃を被ることは少なかった。
イギリス軍によるCHレーダーおよび八木・宇田アンテナを利用したVHFレーダー
イギリスでは1940年の7月-10月のバトル・オブ・ブリテンの時点では無指向性アンテナを複数使用し各アンテナが受信した電波の位相差から方位を測定する短波帯のレーダー「チェーン・ホーム」（CHレーダー）を使い目標の位置を特定していた。
(1925年（大正14年）八木・宇田らが発明した八木・宇田アンテナ（以降、「八木アンテナ」）は、既存の技術に比べると非常に容易に指向性を得ることができる画期的な技術だったが、日本人たちは八木・宇田アンテナを正しく評価できず、日本の学会も無視する始末だった) 一方、欧米人たちは八木・宇田アンテナの性能の良さを正しく評価することができ、欧米各国ではそれを軍事で活かす技術開発が急速に進んだ。そしてイギリス軍は八木アンテナを使用したVHFレーダーを実用化した。

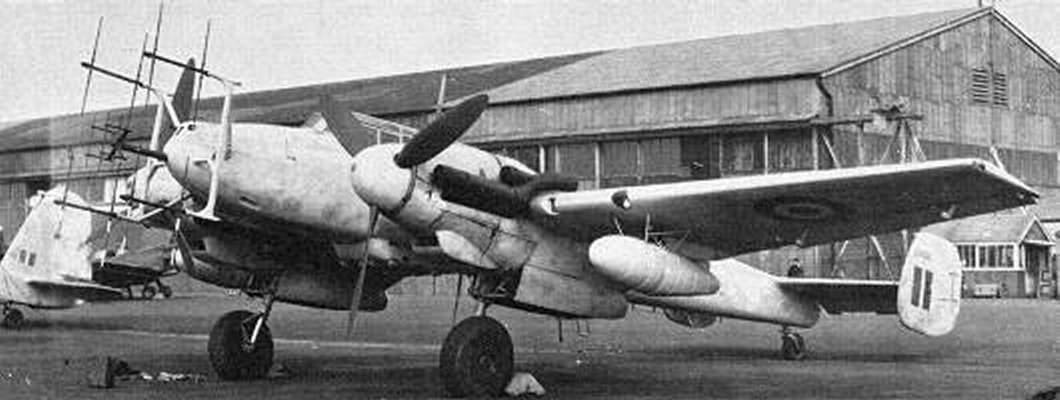
ドイツのメッサーシュミット Bf110に搭載された、八木・宇田アンテナを用いたレーダー

イギリス軍によるマグネトロンを使用したレーダー
マグネトロンそのものは1921年、アルバート・W・ハルにより発明されたが、当初は効率が悪い上に性能が不安定であったために顧みられず、送信機の発信機としては三極管やクライストロンが用いられていた。その後、1927年に日本の岡部金治郎が分割陽極型マグネトロン、1939年に日本無線が空洞マグネトロン、1940年にイギリスのジョン・ランドールとハリー・ブートが空洞マグネトロンを発明したことで、レーダーの波長は、メートル波から一気にセンチメートル波へと進んだ。分解能が向上したことで、より小さい物体をも検出できるようになった。
イギリスはマグネトロンを早くからレーダーに応用し、バトル・オブ・ブリテンの前にはセンチメートル波レーダーを実用化、ドイツ空軍の迎撃で効果を発揮した。この成果をアメリカ合衆国にもたらしたのがen:Tizard Missionである。イギリス軍は1942年には平面座標指示画面(PPIスコープ)の開発に成功し、レーダー観測員の負担を大幅に減少、最終的にパラボラアンテナを用いたレドームの開発にも成功し、大戦後期には航空機へのレーダー搭載も幅広く行われる事になった。

## 日本
旧日本軍（陸海軍）のレーダー開発史では、防空を重んじていた陸軍が先進的な存在であり、かつ陸軍上層部の理解も当初から高いもので、陸軍科学研究所において電波を通信以外の用途に利用する研究を開始したのは1932年（昭和7年）、航空機探知を目的とする狭義のレーダー研究を促進し始めたのは1938年（昭和13年）春、レーダー受信実験の成功は1939年（昭和14年）2月であった。

### 名称
「レーダー」の日本語訳は、帝国陸軍は「電波探知機」とし、略称を「電探（でんたん）」とした。陸軍では「電波探知機（電探）」を総称とし、細分化した名称は、電波の照射の跳ね返りにより目標の位置を探る警戒・索敵レーダーを「電波警戒機（警戒機）」（および「超短波警戒機」）、高射砲などが使用する射撃レーダーを「電波標定機（標定機）」と、二種類に区分した。この「電波探知機」は陸軍の開発指揮者である佐竹金次少佐（当時）が、ある会議で「電波航空機探知機」と述べたのが簡略化（「電波探知機」）されて普及したものであった。
一方、帝国海軍では、警戒・索敵レーダーことは「電波探信儀」と呼んでいた。さらに、目標の電波探信儀が発した電波を傍受する一種の方向探知機は「電波探知機」（および「超短波受信機」と呼び、略称は「逆探」とした）。
なお、戦後は「電波探知機」のほうが世間に定着した。

### 陸軍
陸軍側の開発指揮者は佐竹金次大佐を中核に、ほか畑尾正央大佐・新妻清一中佐（各最終階級）等。
研究施設は当初立川にあったが、空襲を避けるため一部を宝塚市に移転。岡部金治郎や伏見康治ら関西の研究者も交えて開発が続けられた。1943年には東京帝国大学を繰り上げ卒業し陸軍に招集された南部陽一郎も加わった。

#### 陸軍航空部隊の早期警戒
1943年後半のビルマ戦線（ビルマ航空戦）を例に、飛行第64戦隊の一式戦「隼」などからなる日本陸軍航空部隊（第3航空軍）の戦闘隊は、無線傍受解析（シギント）・電波警戒機（レーダー）・対空監視哨を主軸に前線で以下の早期警戒体制を構築していた。
1. 第5飛行師団第3航空特情部（航空特種情報部）は連合国空軍の空地無線交信を傍受、何時何分・使用飛行場・機種・機数といった出撃情報を掌握（インド東部の連合軍飛行場より日本軍の要衝ラングーン（ヤンゴン）まで約1,000km・飛行時間約4時間）
2. インド - ラングーンの中間地点アキャブ（ラングーンまで約1時間半）の対空監視哨が敵編隊を捕捉、機種・機数・高度・進行方向を報告。
3. ラングーンの日本陸軍防空戦闘隊はアキャブから情報があると操縦者はピスト（操縦者控所）で待機。
4. トンガップ・サンドウェー・ヘンサダ（ラングーン西北120km）等の各対空監視哨が敵編隊を捕捉し続報を伝達。
5. ラングーンから100km以内に入るとミンガラドンに配備した電波警戒機が機影を捕捉。
6. ラングーン防空高射砲部隊の対空監視哨が最後に捕捉。
7. 以上の各情報は刻々と邀撃戦闘隊本部に電話で報告。空襲警報が発令され操縦者はピストを飛び出し搭乗・離陸。離陸開始後5分でインヤー湖（ビクトリア湖）上空3,000mに空中集合。
8. 離陸した一式戦は機上無線電話で地上の戦闘指揮所より敵編隊方向への誘導を受け（対空誘導）、これを邀撃。

1943年11月27日ビルマ戦線、来襲したアメリカ陸軍戦闘機・爆撃機連合84機を第64戦隊第3中隊の僅か9機の戦闘機（一式戦8機・二式戦「鍾馗」1機）が邀撃、2機の喪失と引き換えに戦闘機6機・爆撃機3機を確実撃墜する大戦果を挙げているが（米側被撃墜9機は裏付の取れている確実な記録）、この空戦にて第64戦隊機は電波警戒機が探知した米機位置情報を無線電話によって空中受信、地上誘導を受け有利な位置で攻撃を行った（特に黒江保彦大尉機はミンガラドン基地と無線電話で頻繁に通信し次々に電波警戒機による敵機情報を受信）。さらに特筆に価する点として、ビルマ航空戦において大戦後期たる1943年7月2日から1944年7月30日の期間、日本陸軍の一式戦は空戦で83機の喪失と引き換えにスピットファイア18機・P-51A 15機・B-24 21機を含む連合軍機135機の確実撃墜を記録した（機種内訳は戦闘機70機・爆撃機等32機・輸送機等33機）。単純に撃墜戦果の比較で日本軍劣勢の1944年半ばにおいても日本陸軍航空部隊は連合軍空軍と互角ないしそれ以上の勝負を行っていた。

### 海軍
レーダー開発・運用に柔軟で先進的であった陸軍と異なり、上層部の理解が低かった海軍では（陸軍が既にレーダーを研究中である）1936年に海軍技術研究所の谷恵吉郎中佐がレーダー研究の旨を上に進言するも、「闇夜の提灯」（電波を出すことで自らの位置を敵に教えるだけ）と一蹴された。同研究所の伊藤庸二中佐の下で1937年末、マイクロ波通信装置として橘型マグネトロンの試作品、後にこれを基に波長1.5cmで1Wの連続波の出力が発生する菊型マグネトロンを開発した。そして橘型マグネトロンを応用した「暗中測距儀」の実験を行っていた。これは1940年10月、大観艦式のため東京湾鶴見沖に停泊中の空母「赤城」に海岸から10cm波を発射した結果、その反射波を捕らえることに成功したが、あくまで「レーダーらしき装置」にすぎないものであった。
1940年12月出発の陸軍に続き、1941年3月に海軍遣独視察団（団長は野村直邦中将）に参加した伊藤中佐らも随員として参加。伊藤はドイツの先進的なパルスレーダーを調査し本国に報告、また同時期にはロンドン駐在の濱崎諒中佐もバトル・オブ・ブリテンにおけるイギリス軍のレーダー部隊の実戦投入と活躍を報告しその有効性を主張。これらの情報により同年5月に海軍はようやく本格的な対空警戒・索敵用レーダーの研究を開始した。
1941年9月初旬、試作機をもって横須賀市野比海岸で対航空機実験が行われ、中型攻撃機を距離約100kmで探知することに成功。なお、この開発には陸軍と共にパルスレーダー（のちの「超短波警戒機乙」）を研究・開発していた日本電気の技術陣が協力している。この試作機は後に一号一型電波探信儀に兵器化された。
開戦後の1942年5月、実験的に戦艦「伊勢」に対空警戒レーダー「二式二号電波探信儀一型」が搭載され、航空機単機を55km・僚艦の戦艦「日向」を20kmで探知、これは合格・採用となった。これと同時の実験として、マイクロ波を用いる対水上警戒レーダーである「仮称二号電波探信儀二型」が戦艦「日向」に搭載され、僚艦「伊勢」を35kmで探知したがこちらは不採用であり、長期にわたり手直しが続けられた結果1944年7月にようやく合格となった。各艦への配備は「二式二号電波探信儀一型」は1942年6月以降、「仮称二号電波探信儀二型」は1944年7月以降となる。初期のレーダーは雨が降ると反射されほとんど役に立たなかったうえ指向性も不十分だったが、改良を続けることにより光学測距と遜色ない精度がでるようになり、事例は少ないが海軍においてもレーダー射撃による対艦攻撃が実践されている。また、キスカ島撤退作戦で初めて実用価値を認められた。「仮称二号電波探信儀二型」は1,000台以上が量産され、戦争末期に主力艦から駆逐艦まで多くの艦艇に装備されたが信頼性に欠けていたが、1944年8月末に鉱石検知器を組み込んで安定した。
1942年8月22日、海軍はドイツで開発された「ウルツブルク」の情報を入手すべく、遣独潜水艦作戦の一環としてドイツ占領下のロリアンから伊号第三十潜水艦に積載されて出航したものの、10月13日にシンガポールで出航直後に触雷により沈没して失われた。翌年6月16日にボルドーのドイツ潜水艦基地からウルツブルクの開発メーカーであるテレフンケンの技術者がルイージ・トレッリに、3台のウルツブルグと図面が積まれたバルバリーゴが日本へ向けて出港したが、バルバリーゴは6月24日にイギリス海軍の哨戒機に撃沈された。ルイージ・トレッリはシンガポールに到達、技術者は9月13日に東京に到着した。実物と図面が失われたため完全なコピーは出来なかったが、日本無線三鷹工場敷地内に設けた多摩技術研究所分室で技術者から指導が行われ、艦載水上射撃用（二号三型など）に応用された。陸軍でも1944年4月にウルツブルグの技術を取り入れた標定機「タチ31号（佐竹式ウルツブルグ）」が開発された。さらにデッドコピーとなる「タチ24号」は五式十五糎高射砲とともに久我山高射砲陣地へ配備された。
ウルツブルグの件では海軍と陸軍が共に技術指導を受けたが、基本的には個別に研究を行っており、互いの研究を参照することも少なかった。海軍ではハイゼンベルクによる場の理論の論文が潜水艦により運ばれ、朝永振一郎がそれを基にレーダー理論の研究を行っていた。これを応用した導波管の研究論文は機密指定され陸軍は閲覧できなかったことから、民間出身の南部陽一郎に対し研究者との接触などの機会を狙い機密文書を盗み出すよう命令が下ったが、南部は朝永本人に直接頼むことにより入手したという。
海軍でも機上レーダーは幾つか開発され、対水上レーダーである「三式空六号無線電信機」（1942年8月完成）は相当数が量産され実戦に投入されたものの敗戦まで手直しは続いており、「月光」が搭載した対空レーダーも信頼性が低くこれは戦果に繋がることはなかった。さらに搭乗員・整備員が扱いに不慣れであったこともあり、「アテにできぬ」と飛行性能向上のために取り外されたこともあった。
電探は高い場所に装備する方が効果はあるが、用兵側が敵に見つかりやすくなる、トップヘビーになって旋回しにくいと反対し、小さなものを要求され、1944年3月に方針転換するまでは電探の重量制限により性能が低くなっていた。また、通信により敵に探知されることを恐れるのと同様、電探の使用を1944年5月頃まで禁止しており、能力が発揮できなかった。
当時の日本製電子兵器の弱点は、優良な素材の不足による真空管の耐久性の低さやコンセント、コード等の粗悪品の多さにあった。これにより、レーダーの高出力化、システムの小型化など全ての面で連合国に後れを取る事になった。耐震性の高い真空管を製造できなかった事から、基礎理論は単純なレーダー技術である近接信管の実用化も行えなかった。元海軍技術官伊藤庸二は、当時日本でもレーダーの開発が急がれており、それに欠かせない真空管は電波兵器として緊急の製造が必要だったにもかかわらず、実際の真空管製造はわずかな人数で細々と行われており大量生産できる体制ではなかった事を、戦争調査会の調査に対し証言している。

### 戦後
1945年12月24日、連合国軍最高司令官総司令部は電波妨害ならびに電波探索などの研究を禁止。1946年1月19日にはレーダー装置そのものの研究を禁止した。これらの規制は同年7月26日、軍用を目的としない範囲で解除された。